# يري بروهاسكا
يري بروهاسكا (التشيكية: [ˈjɪr̝iː ˈproxaːska] ؛ [ˈjɪrka] ؛ مواليد 14 أكتوبر 1992) هو مُقاتل فنون قتالية مختلطة تشيكي محترف. يُنافس حاليًا في فئة وزن خفيف الثقيل في يو إف سي، حيث كان بطل يو إف سي لوزن خفيف الثقيل سابقًا. لقد كان بطل وزن خفيف الثقيل الافتتاحي في منظمة رايزن للقتال وبطل وزن خفيف الثقيل الافتتاحي في بطولة غلاديايتر القتالية. اعتبارًا من 29 أكتوبر 2024، هو رقم 2 في تصنيفات يو إف سي لوزن خفيف الثقيل.

## النشأة
ولد بروهاسكا في 14 أكتوبر 1992 في زنويمو في تشيكوسلوفاكيا (جمهورية التشيك الآن). توفي والد بروهاسكا عندما كان عمره 6 سنوات. في شبابه، لعب بروهاسكا كرة القدم للهواة لصالح فريق تي جيه دروزستيفنيك هوستراديسي. لقد كان أيضًا متسابقًا نشطًا في رياضة الدراجات النارية الحرة ولاعب كرة أرضية.

## مسيرته في فنون القتال المختلطة

### بطولة غلاديايتر القتالية

#### أول ظهور والنزالات الأولية
ظهر بروهاسكا لأول مرة في فنون القتال المختلطة في أبريل 2012 في بطولة بطولة غلاديايتر القتالية، وهي أكبر منظمة في موطنه جمهورية التشيك في ذلك الوقت. لقد جمع رصيد 7-2 خلال أول عامين له من القتال بشكل احترافي.

### يو إف سي

#### أول ظهور والقتال المنافس
وقع بروهاسكا عقدًا مع يو إف سي في يناير 2020. وقد ظهر لأول مرة مع المنظمة ضد منافس لقب يو إف سي لوزن خفيف الثقيل فولكان أوزدمير في 11 يوليو 2020، في يو إف سي 251. وفاز بالضربة القاضية في الجولة الثانية وحصل على مكافأة أداء الليلة.
كان من المتوقع أن يواجه بروهاسكا منافس لقب يو إف سي لوزن خفيف الثقيل مرتين دومينيك ريس في 27 فبراير 2021، في حدث يو إف سي ليلة القتال 186. ومع ذلك، في أواخر يناير، تم سحب ريس من القتال، بسبب الإصابة، وتمت إعادة جدولة النزال. في 1 مايو 2021، في حدث يو إف سي على إي إس بي إن: رييس ضد بروهاسكا. فاز بروهاسكا بالقتال عن طريق الضربة القاضية في الجولة الثانية. وبهذا الفوز، حصل على مكافأتي أداء الليلة وقتال الليلة.

#### بطل يو إف سي لوزن خفيف الثقيل

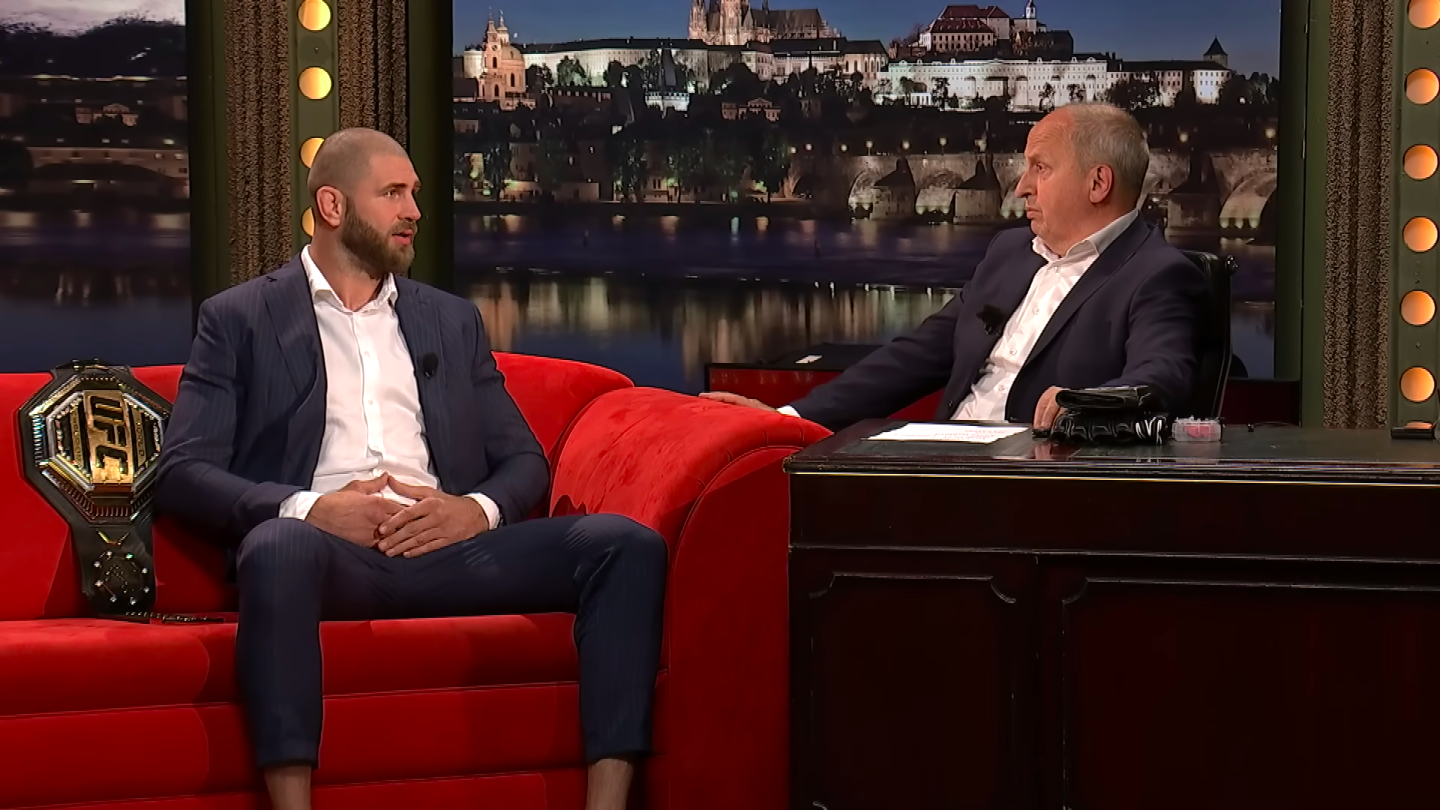
بروهاسكا (يسار) بحزام بطولة يو إف سي لوزن خفيف الثقيل خلال برنامج حواري تشيكي في عام 2022

كان من المقرر أن يواجه بروهاسكا غلوفر تيكسيرا على لقب بطولة يو إف سي لوزن خفيف الثقيل في 7 مايو 2022، في يو إف سي 274. ومع ذلك، تم تأجيل النزال إلى 11 يونيو 2022، في يو إف سي 275 لأسباب غير معلنة. في نزال ذهابًا وإيابًا شهد سقوط كلا المقاتلين عدة مرات، فاز بروهاسكا بالنزال واللقب عن طريق الإخضاع في الجولة الخامسة، ليصبح أول مقاتل تشيكي يفوز بلقب بطولة في يو إف سي. أكسبه هذا النزال مكافأة قتال الليلة وجائزة كريبتو.كوم «مكافأة المعجبين لليلة» المدفوعة بالبيتكوين بقيمة 20،000 دولار أمريكي للمركز الثاني.
تم حجز بروهاسكا لنزال العودة ضد تيكسيرا في يو إف سي 282 في 10 ديسمبر 2022. ومع ذلك، أُعلن في 23 نوفمبر 2022، أن بروهاسكا أُجبر على الخروج من القتال بسبب إصابة في كتفه الأيمن، وأنه قد أخلى اللقب.
واجه بروهاسكا بطل يو إف سي للوزن المتوسط السابق أليكس بيريرا على لقب بطولة يو إف سي لوزن خفيف الثقيل الشاغر في 11 نوفمبر 2023، في حدث يو إف سي 295. وخسر بالضربة القاضية في الجولة الثانية.

#### ما بعد البطولة
واجه بروهاسكا ألكسندر راكيتش في 13 أبريل 2024 في حدث يو إف سي 300. على الرغم من تلقيه العديد من ركلات الساق، عاد بروهاسكا وفاز بالنزال عن طريق الضربة الفنية القاضية في الجولة الثانية. نظرًا لزيادة يو إف سي لمكافآت ما بعد القتال من 50،000 دولار إلى 300،000 دولار لهذا الحدث، فقد أكسبه هذا النزال مكافأة أداء الليلة بقيمة 300،000 دولار.
في غضون أسبوعين، في استبدال للنزال بين مايكل تشاندلر وكونر ماكغريغور، الذي أصيب، واجه بروهاسكا أليكس بيريرا في نزال العودة على لقب بطولة يو إف سي لوزن خفيف الثقيل في 29 يونيو 2024، في حدث يو إف سي 303. بعد سقوطه في الثانية الأخيرة. من الجولة الأولى بخطاف يساري ، خسر النزال من خلال ضربة قاضية بركلة للرأس متبوعة بلكمات في وقت مبكر من الجولة الثانية.
واجه بروهاسكا بطل يو إف سي لوزن خفيف الثقيل السابق جمال هيل في 18 يناير 2025 في حدث يو إف سي 311. فاز بالقتال بالضربة الفنية القاضية في الجولة الثالثة. نال عن هذا القتال مكافأة أداء الليلة مرة أخرى.

## البطولات والإنجازات

### فنون القتال المختلطة
- يو إف سي
  - بطولة يو إف سي لوزن خفيف الثقيل (مرة واحدة)
  - قتال الليلة (مرتين) ضد دومينيك ريس وغلوفر تيكسيرا[21][25]
  - أداء الليلة (أربع مرات) ضد فولكان أوزدمير، دومينيك ريس، ألكسندر راكيتش، وجمال هيل[16][21][34][39]
  - جوائز نصف العام لعام 2021: أفضل قتال في 1إتش واي ضد دومينيك ريس[40]
  - قتال العام 2022 ضد غلوفر تيكسيرا[41]
  - أول بطل من جمهورية التشيك
- منظمة رايزن للقتال
  - بطولة رايزن لوزن خفيف الثقيل (الافتتاحي؛ سابقا)
    - دفاع واحد ناجح عن اللقب

  - جائزة رايزن الكبرى للوزن الثقيل 2015 الوصيف
- بطولة غلاديايتر القتالية
  - بطولة جي إف سي للوزن الخفيف الثقيل (الافتتاحي)
    - دفاع واحد ناجح عن اللقب
- إي إس بي إن
  - جوائز إم إم إيه لمنتصف العام: أفضل نتيجة لـ إتش واي1 2021 ضد دومينيك ريس[42]
  - قتال العام 2022 ضد غلوفر تيكسيرا في يو إف سي 275[43]
- جوائز أخبار نادي القتال
  - أفضل قتال تشيكي لعام 2013 ضد مارتن شولك في ديسمبر 7[44]
- إم إم إيه جونكي
  - أفضل ضربة قاضية لشهر مايو 2021 ضد دومينيك ريس[45]
  - أفضل قتال لشهر يونيو 2022 ضد غلوفر تيكسيرا في يو إف سي 275[46]
  - قتال العام 2022 ضد غلوفر تيكسيرا[47]
- جوائز فنون القتال المختلطة العالمية
  - قتال العام 2022 ضد غلوفر تيكسيرا في يو إف سي 275[48]
- شيردوغ
  - قتال العام 2022 ضد غلوفر تيكسيرا في يو إف سي 275[49]
- كيجيسايد بريس
  - قتال العام 2022 ضد غلوفر تيكسيرا في يو إف سي 275[50]
- إم إم إيه مانيا
  - قتال العام 2022 ضد غلوفر تيكسيرا[51]
- إم إم إيه فايتينغ
  - قتال العام 2022 ضد غلوفر تيكسيرا[52]
- كومبات بريس
  - قتال العام 2022 ضد غلوفر تيكسيرا[53]
- نشرة ريسلينغ أوبزرفر الإعلامية
  - أفضل نزال فنون القتال المختلطة لعام 2022 ضد غلوفر تيكسيرا في يو إف سي 275[54]

### موياي تاي
- جمعية المواي تاي التشيكية
  - بطل البطولة الوطنية التشيكية 2011 (−86.18 كغ)[9]

## سجل فنون القتال المختلطة
| السجل المهني |        |         |
| 37 نزال      | 31 فوز | 5 خسارة |
| ضربة قاضية   | 27     | 4       |
| إخضاع        | 3      | 1       |
| قرار القضاة  | 1      | 0       |
| تعادل        | 1      | 1       |

| النتيجة | السجل  | الخصم               | الطريقة                                    | الحدث                                                  | التاريخ         | الجولة | الوقت | المكان                                   | الملاحظات                                                                                                |
| ------- | ------ | ------------------- | ------------------------------------------ | ------------------------------------------------------ | --------------- | ------ | ----- | ---------------------------------------- | --- |
| فاز     | 31–5–1 | جمال هيل            | ضربة فنية قاضية (باللكمات)                 | يو إف سي 311                                           | 18 يناير 2025   | 3      | 3:01  | إنغليووود، كاليفورنيا، الولايات المتحدة  | أداء الليلة.                                                                                             |
| خسر     | 30–5–1 | أليكس بيريرا        | ضربة فنية قاضية (ركلة للرأس واللكمات)      | يو إف سي 303                                           | 29 يونيو 2024   | 2      | 0:13  | لاس فيغاس، نيفادا، الولايات المتحدة      | على لقب بطولة يو إف سي لوزن خفيف الثقيل.                                                                 |
| فاز     | 30–4–1 | ألكسندر راكيتش      | ضربة فنية قاضية (باللكمات)                 | يو إف سي 300                                           | 13 أبريل 2024   | 2      | 3:17  | لاس فيغاس، نيفادا، الولايات المتحدة      | أداء الليلة.                                                                                             |
| خسر     | 29–4–1 | أليكس بيريرا        | ضربة فنية قاضية (بالمرفقين)                | يو إف سي 295                                           | 11 نوفمبر 2023  | 2      | 4:08  | مدينة نيويورك، نيويورك، الولايات المتحدة | على لقب بطولة يو إف سي لوزن خفيف الثقيل الشاغر.                                                          |
| فاز     | 29–3–1 | غلوفر تيكسيرا       | إخضاع (خنق خلفي عاري)                      | يو إف سي 275                                           | 12 يونيو 2022   | 5      | 4:32  | كالانغ، سنغافورة                         | فاز بلقب بطولة يو إف سي لوزن خفيف الثقيل. قتال الليلة. قتال العام (2022). أخلى اللقب لاحقًا بسبب الإصابة. |
| فاز     | 28–3–1 | دومينيك ريس         | ضربة فنية قاضية (دوران الكوع الخلفي)       | يو إف سي على إي إس بي إن: رييس ضد بروهاسكا             | 1 مايو 2021     | 2      | 4:29  | لاس فيغاس، نيفادا، الولايات المتحدة      | أداء الليلة. قتال الليلة.                                                                                |
| فاز     | 27–3–1 | فولكان أوزدمير      | ضربة قاضية (لكمة)                          | يو إف سي 251                                           | 12 يوليو 2020   | 2      | 0:49  | أبو ظبي، الإمارات العربية المتحدة        | أداء الليلة.                                                                                             |
| فاز     | 26–3–1 | سي بي دولواي        | ضربة قاضية (باللكمات)                      | رايزن 20                                               | 31 ديسمبر 2019  | 1      | 1:55  | سايتاما، اليابان                         | دافع عن لقب بطولة رايزن لوزن خفيف الثقيل.                                                                |
| فاز     | 25–3–1 | فابيو مالدونادو     | ضربة قاضية (باللكمات)                      | رايزن 19: الجولة الأولى من الجائزة الكبرى للوزن الخفيف | 12 أكتوبر 2019  | 1      | 1:49  | أوساكا، اليابان                          | نزال في وزن غير محدد (100 كغ).                                                                           |
| فاز     | 24–3–1 | محمد لاوال          | ضربة فنية قاضية (باللكمات)                 | رايزن 15                                               | 21 أبريل 2019   | 3      | 3:02  | يوكوهاما، اليابان                        | فاز بلقب بطولة رايزن لوزن خفيف الثقيل الافتتاحية.                                                        |
| فاز     | 23–3–1 | براندون هالسي       | ضربة فنية قاضية (خضوع للكمات)              | رايزن 14                                               | 31 ديسمبر 2018  | 1      | 6:30  | سايتاما، اليابان                         | |
| فاز     | 22–3–1 | جيك هيون            | ضربة فنية قاضية (باللكمات)                 | رايزن 13                                               | 30 سبتمبر 2018  | 1      | 4:29  | سايتاما، اليابان                         | |
| فاز     | 21–3–1 | برونو كابيلوزا      | ضربة قاضية (باللكمات)                      | رايزن 11                                               | 28 يوليو 2018   | 1      | 1:23  | سايتاما، اليابان                         | |
| فاز     | 20–3–1 | كارل ألبريكتسون     | ضربة فنية قاضية (باللكمات)                 | جائزة رايزن العالمية الكبرى 2017: الجولة الثانية       | 29 ديسمبر 2017  | 1      | 9:57  | سايتاما، اليابان                         | |
| فاز     | 19–3–1 | ويليان روبرتو ألفيس | ضربة فنية قاضية (باللكمات)                 | فيوجن إف إن 16: قتال القفص                             | 29 سبتمبر 2017  | 1      | 3:41  | برنو، جمهورية التشيك                     | العودة إلى وزن خفيف الثقيل.                                                                              |
| فاز     | 18–3–1 | مارك طانيوس         | قرار الحكام (بالإجماع)                     | جائزة رايزن العالمية الكبرى 2016: الجولة الأولى        | 25 سبتمبر 2016  | 2      | 5:00  | سايتاما، اليابان                         | جائزة رايزن الكبرى للوزن المفتوح، الجولة الأولى.                                                         |
| فاز     | 17–3–1 | كازويوكي فوجيتا     | ضربة قاضية (لكمة)                          | رايزن 1                                                | 17 أبريل 2016   | 1      | 3:18  | ناغويا، اليابان                          | نزال في وزن غير محدد (110 كغ).                                                                           |
| خسر     | 16–3–1 | محمد لاوال          | ضربة قاضية (لكمة)                          | جائزة رايزن العالمية الكبرى 2015: الجزء 2 - إيزا       | ديسمبر 31, 2015 | 1      | 5:09  | سايتاما، اليابان                         | على جائزة رايزن العالمية الكبرى 2015.                                                                    |
| فاز     | 16–2–1 | فاديم نيمكوف        | ضربة فنية قاضية (انسحاب)                   | جائزة رايزن العالمية الكبرى 2015: الجزء 2 - إيزا       | ديسمبر 31, 2015 | 1      | 10:00 | سايتاما، اليابان                         | نصف نهائي جائزة رايزن العالمية الكبرى 2015.                                                              |
| فاز     | 15–2–1 | ساتوشي إيشي         | ضربة قاضية (ركلة للرأس والركبتين)          | جائزة رايزن العالمية الكبرى 2015: الجزء الأول - سارابا | 29 ديسمبر 2015  | 1      | 1:36  | سايتاما، اليابان                         | الظهور الأول في الوزن الثقيل. ربع نهائي جائزة رايزن العالمية الكبرى 2015.                                |
| فاز     | 14–2–1 | يفغيني كوندراتوف    | ضربة قاضية (لكمة)                          | برو إف سي 59: معركة كورسك 3                            | 21 نوفمبر 2015  | 1      | 4:23  | كورسك، روسيا                             | |
| فاز     | 13–2–1 | ميشال فيجالكا       | ضربة فنية قاضية (إيقاف الزاوية)            | جي سي إف 31: قتال القفص 6                              | 22 مايو 2015    | 1      | 5:00  | برنو، جمهورية التشيك                     | |
| فاز     | 12–2–1 | روكاس ستامبراوسكاس  | ضربة فنية قاضية (إيقاف الزاوية)            | تحدي جي سي إف: العودة إلى القتال 4                     | 27 مارس 2015    | 1      | 5:00  | بشيبرام، جمهورية التشيك                  | |
| تعادل   | 11–2–1 | ميخائيل مخناتكين    | تعادل (بالأغلبية)                          | ليالي القتال: معركة موسكو 18                           | 20 ديسمبر 2014  | 3      | 5:00  | موسكو، روسيا                             | |
| فاز     | 11–2   | داركو ستوشيتش       | ضربة فنية قاضية (باللكمات)                 | تحدي جي سي إف: قتال القفص 5                            | 14 نوفمبر 2014  | 1      | 1:09  | برنو، جمهورية التشيك                     | |
| فاز     | 10–2   | توماس بينز          | ضربة فنية قاضية (بالركبة الطائرة واللكمات) | جي سي إف 28: قتال القفص 4                              | 6 يونيو 2014    | 1      | 0:41  | برنو، جمهورية التشيك                     | دافع عن لقب بطولة جي سي إف الافتتاحية لوزن خفيف الثقيل.                                                  |
| فاز     | 9–2    | فيكتور بوجوتزكي     | إخضاع (خنق خلفي عاري)                      | جي سي إف 27: الطريق إلى القفص                          | 21 مارس 2014    | 1      | 2:17  | براغ، جمهورية التشيك                     | |
| فاز     | 8–2    | مارتن شولك          | ضربة قاضية (ركبة طائرة)                    | جي سي إف 26: ليلة القتال                               | 7 ديسمبر 2013   | 3      | 4:00  | براغ، جمهورية التشيك                     | فاز بلقب بطولة جي سي إف الافتتاحية لوزن خفيف الثقيل.                                                     |
| فاز     | 7–2    | أوليفر دورينج       | ضربة فنية قاضية (باللكمات)                 | صخرة القفص 4                                           | 12 أكتوبر 2013  | 1      | غ/م   | غرايفسفالد، ألمانيا                      | |
| خسر     | 6–2    | عبد الكريم أديلوف   | إخضاع (خنق خلفي عاري)                      | ليالي القتال: معركة موسكو 12                           | 20 يونيو 2013   | 1      | 1:56  | موسكو، روسيا                             | |
| فاز     | 6–1    | رادوفان إستوسين     | ضربة قاضية (بالركبة الطائرة واللكمات)      | جي سي إف 23: قتال قفص الفنون القتالية المختلطة 2       | 10 مايو 2013    | 1      | 0:26  | برنو، جمهورية التشيك                     | |
| فاز     | 5–1    | جوزيف زاك           | ضربة فنية قاضية (باللكمات)                 | جي سي إف 19: العودة إلى القتال 2                       | 15 فبراير 2013  | 1      | غ/م   | بشيبرام، جمهورية التشيك                  | |
| خسر     | 4–1    | بويان فيليكوفيتش    | ضربة فنية قاضية (باللكمات)                 | إس إف سي 1: ليلة مقاتلة البلقان                        | 9 ديسمبر 2012   | 1      | غ/م   | بلغراد، صربيا                            | |
| فاز     | 4–0    | ستراهينيا دينيتش    | إخضاع (خنق المثلث)                         | حلقة القتال برنو                                       | 15 نوفمبر 2012  | 1      | 2:10  | برنو، جمهورية التشيك                     | |
| فاز     | 3–0    | مارتن فانيس         | ضربة فنية قاضية (باللكمات)                 | جي سي إف 17: بيج كيج أوسترافا 2                        | 20 أكتوبر 2012  | 1      | 2:48  | أوسترافا، جمهورية التشيك                 | |
| فاز     | 2–0    | فلاديمير ايس        | ضربة قاضية (بالركبة)                       | جي سي إف 15: جوستفايت تشالنجر                          | 24 أغسطس 2012   | 1      | 1:02  | كارلوفي فاري، جمهورية التشيك             | |
| فاز     | 1–0    | ستانيسلاف فوتيرا    | ضربة قاضية (لكمة)                          | جي سي إف 10: معركة في القفص                            | 7 أبريل 2012    | 1      | 0:53  | ملادا بوليسلاف، جمهورية التشيك           | الظهور الأول في وزن خفيف الثقيل.                                                                         |

## نزالات الدفع مقابل المشاهدة
| #  | الحدث        | القتال               | التاريخ        | المكان                | المدينة                                  | المبلغ      |
| -- | ------------ | -------------------- | -------------- | --------------------- | ---------------------------------------- | ----------- |
| 1. | يو إف سي 275 | تيكسيرا ضد بروهاسكا  | 12 يونيو 2022  | ملعب سنغافورة الداخلي | كالانغ، سنغافورة                         | لم يكشف عنه |
| 2. | يو إف سي 295 | بروهاسكا ضد بيريرا   | 11 نوفمبر 2023 | ماديسون سكوير جاردن   | مدينة نيويورك، نيويورك، الولايات المتحدة | لم يكشف عنه |
| 3. | يو إف سي 303 | بيريرا ضد بروهاسكا 2 | 29 يونيو 2024  | تي موبايل أرينا       | لاس فيغاس، نيفادا، الولايات المتحدة      | لم يكشف عنه |

## فيلموغرافيا

### التلفاز
| العام | العنوان                      | الدور | الملاحظات       |
| ----- | ---------------------------- | ----- | --------------- |
| 2020  | يري بروهاسكا: المقاتل الواعي | نفسه  | وثائقي تلفزيوني |

### الويب
| العام | العنوان                      | الدور          | الملاحظات |
| ----- | ---------------------------- | -------------- | --- |
| 2019  | Blbej den (بالعربي: يوم سيئ) | كاراتيه / نفسه | مختارات من المسلسلات التلفزيونية المتدفقة الدور القيادي الحلقة: «الكاراتيه جي سفينستفو (بالعربي: الكاراتيه جحيم شيء)» الموسم 1 الحلقة 9 |

## وصلات خارجية
- يري بروهاسكا على موقع يو إف سي (الإنجليزية)
- يري بروهاسكا على موقع شيردوغ (الإنجليزية)
- يري بروهاسكا على موقع Tapology.com (الإنجليزية)